# Forcepsioneura garrisoni
Forcepsioneura garrisoni – gatunek ważki z rodziny łątkowatych (Coenagrionidae). Endemit Brazylii, stwierdzony na dwóch stanowiskach na wybrzeżu w stanie São Paulo. Występuje nad zacienionymi strumieniami w lesie atlantyckim.
Takson ten opisał w 1999 roku Frederico A.A. Lencioni, wyznaczył go jako gatunek typowy nowo opisanego przez siebie rodzaju Forcepsioneura. Holotyp, samiec, został odłowiony w kwietniu 1995 roku w gminie Iguape w stanie São Paulo; samica nie została opisana.